# John Dee
John Dee (13. července 1527 Londýn – 1608 Mortlake) byl anglický matematik, astronom, alchymista, astrolog a okultista velšského původu.
Pracoval na královském dvoře Eduarda VI., královny Marie I. a Alžběty I. Tou byl jmenován dvorním astrologem a královským rádcem.
Jako všestranný učenec se věnoval vědeckým, novoplatónským a esoterickým studiím a v raném věku přednášel na Pařížské univerzitě. Podle Frances Yatesové a Petera Frenche vlastnil Dee během svého života největší knihovnu v Anglii a jednu z největších v Evropě.
Dee se věnoval také židovsko-křesťanské magii, astrologii a hermetické filozofii. Po seznámení s alchymistou Edwardem Kelleym se v letech 1582 až 1587 snažil kontaktovat s anděly a Kelley mu v tom pomáhal jako medium. Z této spolupráce vzešel enochiánský jazyk neboli jazyk andělů, který umožňoval kontakt s nimi. Je to jazyk dobra - světla, ale také temnoty - zla.

## Život

### Kariera
John Dee se narodil v Londýně Rolandu a Johanně Dee. Jeho otec byl obchodník a dvořan krále Jindřicha VIII. Jeho příjmení je velšského původu a znamená du (černé).

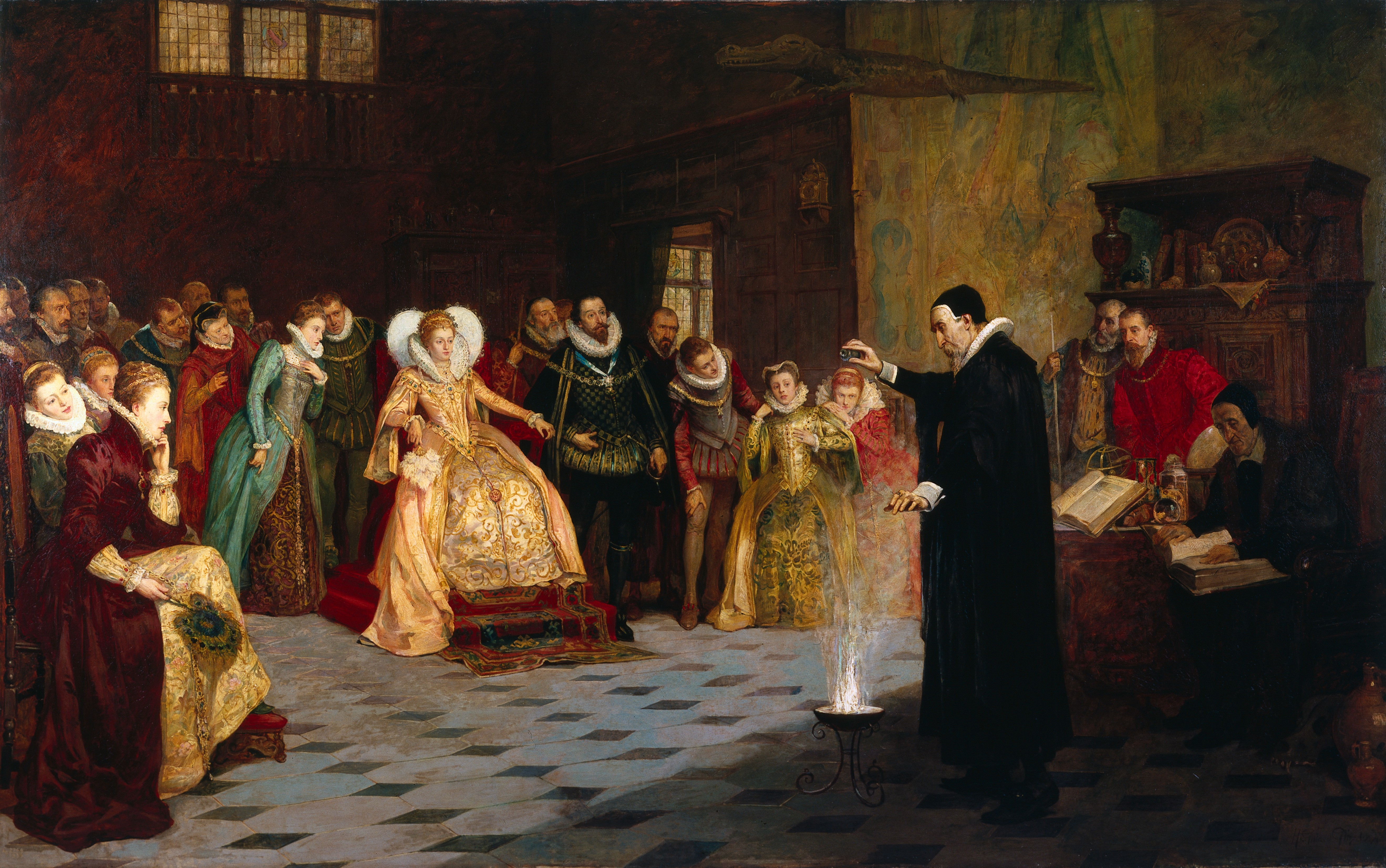
John Dee předvádí své experimenty anglické královně Alžbětě I.

V letech 1535 až 1542 navštěvoval King Edward VI Grammar School, pak nastoupil na St. John's College v Cambridgi, kde získal bakalářský titul. Cestoval po Evropě, studoval v nizozemské Lovani (1548), Bruselu a přednášel v Paříži o Eukleidovi. Do Anglie se vrátil s velkou sbírkou matematických a astronomických přístrojů. Od roku 1553 byl rektorem v Upton-upon-Severn. V roce 1554 mu bylo nabídnuto místo lektora matematiky na Oxfordské univerzitě, což odmítl, neboť pravděpodobně doufal v lepší místo u dvora.
John Dee byl rádcem krále Eduarda VI. Za vlády královny Marie I. byl však obviněn z černé magie, čarodějnictví a zrady. Po Mariině smrti byl následnicí trůnu Alžbětou I. jmenován dvorním astrologem a královským rádcem. Od roku 1564 vyučoval astrologii Alžbětu I. a radil jejím předním ministrům, Francisi Walsinghamovi a Williamu Cecilovi. Jako politický poradce obhajoval založení anglických kolonií v Novém světě s cílem vytvořit britské impérium. Tento termín je mu také připisován.
John Dee nakonec opustil službu u Alžběty I. a vydal se na cesty za dalšími znalostmi z oblasti okultismu a nadpřirozena. Cestoval po Evropě se svými spolupracovníky a spolu s alchymistou Edwardem Kelleym pobýval v Polsku a v Čechách. Stal se dvorním alchymistou císaře Rudolfa II., kterému věnoval zázračné zrcadlo. Na základě jeho minulých služeb u Alžběty I. byl podezříván a nakonec i obviněn ze špionáže pro anglickou korunu. Upadl v nemilost a musel zemi opustit. Pobýval v Sasku, ale tajně se vrátil do Čech a působil jako alchymista u Viléma z Rožmberka. Napsal několik alchymistických prací, a také několik spisů zaměřených na matematiku a astronomii.
V roce 1586 odjel zpět do Anglie, kde našel svůj dům a knihovnu naprosto zdevastované. Vše se snažil obnovit. Stal se rektorem koleje v Manchesteru a vrátil se do královniných služeb. Po její smrti byl jejím následníkem Jakubem I. propuštěn. Zemřel v chudobě v Londýně v roce 1609 a jeho hrob je neznámý.

### Manželství

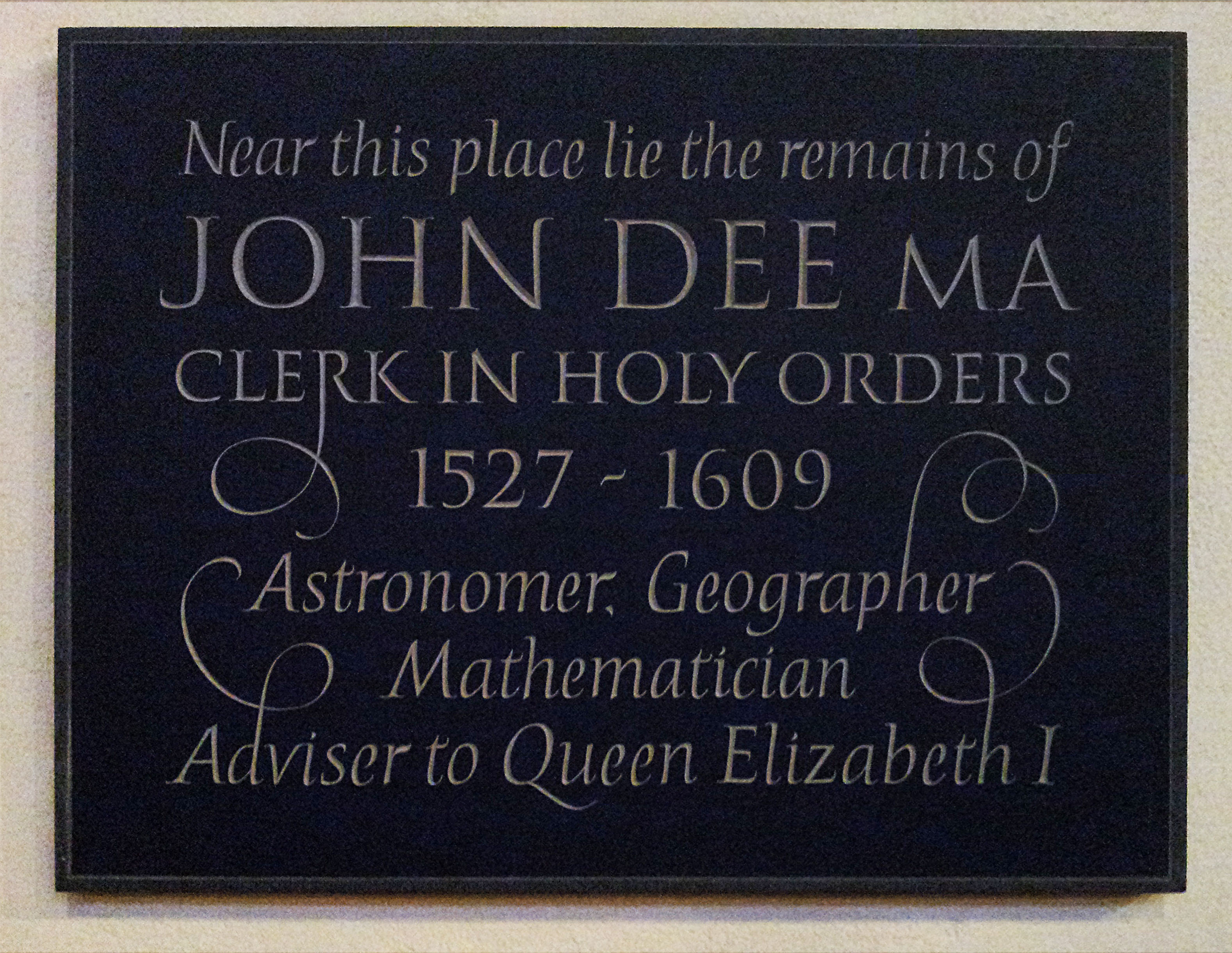
Pamětní deska Johna Dee, nainstalovaná v roce 2013 uvnitř kostela Panny Marie v Mortlake

John Dee se oženil celkem třikrát a měl osm dětí. V roce 1565 se oženil se svou první ženou Katherine Constable, se kterou neměl žádné děti a Katherine zemřela v roce 1574. V roce 1575 se oženil se svou druhou ženou neznámého jména, která zemřela opět bezdětná v roce 1576.
Od roku 1577 do roku 1601 si Dee vedl deník, ze kterého byla shromážděna většina dat o jeho životě. V roce 1578, když mu bylo 51 let, se oženil s 23letou Jane Fromondovou (1555–1604), která měla pracovat jako dvorní dáma Elizabeth FitzGeraldové, hraběnky z Lincolnu. Měli spolu 8 dětí: Arthur Dee (1579–1651), Michael Dee (zemřel 1594), Rowland Dee, Katherine Dee, Madinia Dee, Frances Dee, Margaret Dee a možná i Theodore Dee (1588–1601). Otcem Theodore Dee byl pravděpodobně Edward Kelley, ale Dee jej vychoval jako vlastního.
Manželka Jane zemřela v roce 1604 v Manchesteru na dýmějový mor. Michael, narozený v Praze, zemřel v den otcových narozenin v roce 1594. Theodor, narozený v Třeboni, zemřel v Manchesteru roku 1601. Jeho synové Arthur a Rowland ho přežili, stejně jako dcera Katherine, která se něj starala až do konce jeho života v roce 1609.

## Vědec

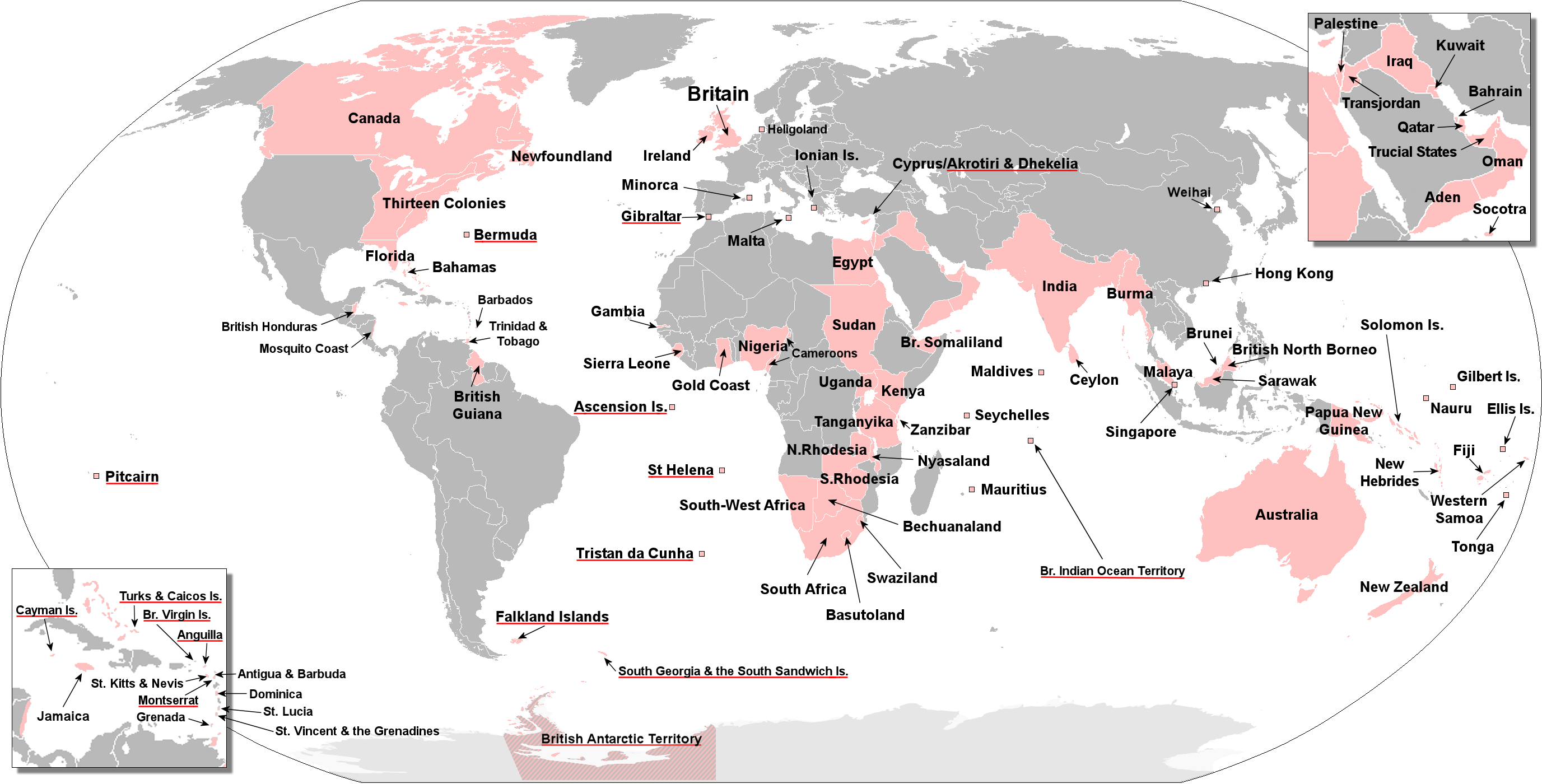
Britské impérium

John Dee se věnoval navigaci a kartografii. Studoval u vlámského kartografa a matematika německého původu Gerharda Mercatora. Vlastnil velkou sbírku map, glóbů a astronomických přístrojů. Vyvinul nové přístroje a speciální navigační techniky pro použití v polárních oblastech. Dee také sloužil jako konzultant pro objevitelské anglické plavby. Byl předním odborníkem na navigaci a vycvičil mnoho anglických námořníků, kteří měli podnikat objevitelské plavby přes Atlantský oceán. V jednom z pojednání v roce 1580 vytvořil Dee termín britské impérium, aby povzbudil britské průzkumné expedice.
Věřil, že matematika, kterou chápal jako mystickou, je ústředním bodem pokroku lidského učení. Uznával Francise Bacona, ale jeho chápání matematiky se radikálně odchýlilo od jeho i dnešního pojetí. Jako stoupenec novoplatonismu (hlavní představitel Marsilio Ficino) nepovažoval Dee matematický výzkum, zkoumání hermetické magie a věštění za neslučitelné aktivity. Považoval je za různé aspekty světonázoru se stejným úkolem - hledání transcendentního porozumění božským idejím, které existují za viditelným světem.
Praktickým úspěchem Johna Dee byla propagace matematiky mimo univerzity. Jeho matematická předmluva k Eukleidovi měla podpořit studium a aplikaci matematiky mezi lidmi bez univerzitního vzdělání. Stala se velmi populární mezi vznikající třídou technických mistrů a řemeslníků. Deeův úvod zahrnoval ukázky matematických principů, kterým čtenáři mohli sami porozumět.
Dee byl přítelem astronoma Tycho Brahe a byl obeznámen s prací Mikuláše Koperníka. Mnoho z jeho astronomických výpočtů je založeno na Koperníkově pohledu na svět, ale nikdy veřejně nepodporoval heliocentrickou teorii.

## Alchymista

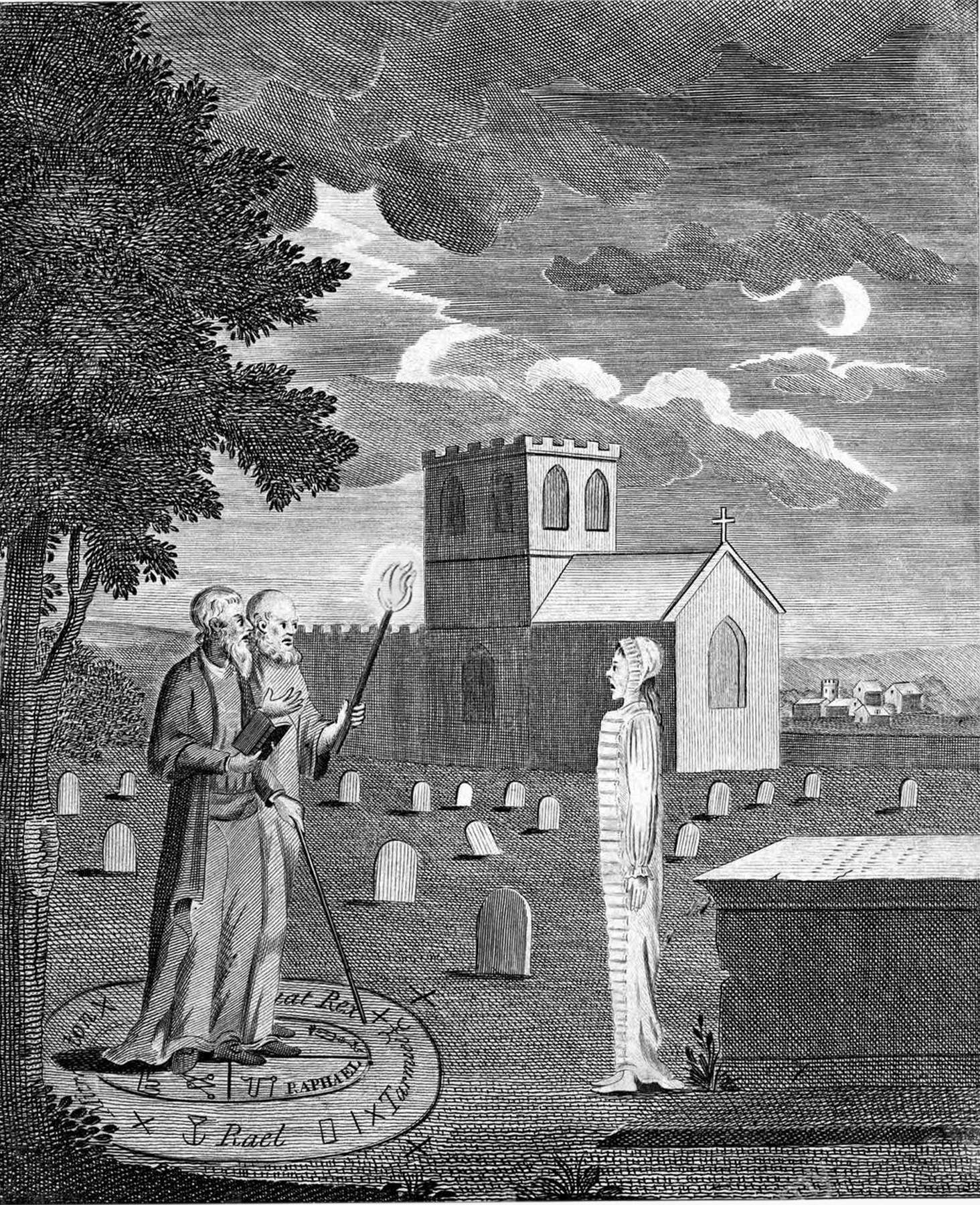
John Dee a Edward Kelley vyvolávají anděly

Počátkem roku 1580 byl John Dee nespokojen se svým klesajícím vlivem v dvorských kruzích. Začal se proto obracet k nadpřirozenu jako prostředku k získání poznání. Snažil se kontaktovat duchy pomocí crystal-gazer (křišťálová koule, křišťálový hledač), o kterém si myslel, že bude působit jako prostředník mezi ním a anděly.
V roce 1582 se setkal s Edwardem Kelleym (tehdy ještě Edward Talbot), který na něj udělal velký dojem svými schopnostmi. Vzal jej do svých služeb a začal věnovat veškerou svou energii jeho nadpřirozeným aktivitám. Tyto aktivity byly vedeny s intenzivní křesťanskou zbožností, vždy po obdobích očišťování, modliteb a půstu. Někteří tvrdí, že byl podvodník a někteří, že trpěl sebeklamem a velikášstvím. Dee zaznamal ve svých denících, že andělé mu prostřednictvím Kelleyho nadiktovali několik knih. Některé ve zvláštním andělském (enochiánském jazyce).
V roce 1587 v Čechách na duchovní seanci Kelley řekl, že anděl Uriel nařídil všem mužům, aby se podělili o veškerý svůj majetek, včetně svých manželek. Příkaz k rozdělení manželek způsobil Dee deprese, ale zřejmě nepochyboval o tom, že je pravý. O devět měsíců později v roce 1588 se Deeově manželce narodil syn, kterého Dee pokřtil Theodorus Trebonianus Dee a vychoval ho jako vlastního. Pravděpodobně právě tato příhoda způsobila jeho rozchod s Kelleym a Dee se vrátil do Anglie.
Edward Kelley zůstal v Čechách a stal se alchymistou císaře Rudolfa II.

## Knihovník
V roce 1556 představil John Dee královně Marii I. vizionářský plán na zachování starých knih, rukopisů a záznamů. Chtěl založit za tím účelem národní knihovnu. Návrh však nebyl přijat a Dee proto rozšířil svou osobní knihovnu v Mortlake. Získával do ní knihy a rukopisy z Anglie ale i z kontinentu. Deeova knihovna, centrum vzdělanosti mimo univerzity, se stala největší v Anglii a přitahovala mnoho učenců. Byla největší v zemi a byla považována za jednu z nejlepších v Evropě.

## Literární postava
- Tajemství nesmrtelného Nikolase Flamela, série šesti fantasy románů od irského spisovatele Michaela Scotta. První kniha Alchymista byla vydána v roce 2007, šestá a poslední kniha The Enchantress (Kněžka) vyšla roce 2012. V těchto knihách hraje John Dee zápornou roli a je nepřítelem neméně známého alchymisty Nicolase Flamela.
- Anděl západního okna (v originále Der Engel vom westlichen Fenster), kniha od rakouského spisovatele Gustava Meyrinka byla vydána v roce 1927. Beletristicky zpracovává život Johna Dee.